# Ocellularia domingensis
Ocellularia domingensis är en lavart som först beskrevs av Antoine Laurent Apollinaire Fée och som fick sitt nu gällande namn av Johannes Müller Argoviensis. 
Ocellularia domingensis ingår i släktet Ocellularia och familjen Graphidaceae.   Inga underarter finns listade i Catalogue of Life.